# Xã Brush Creek, Quận Washington, Arkansas
Xã Brush Creek (tiếng Anh: Brush Creek Township) là một xã thuộc quận Washington, tiểu bang Arkansas, Hoa Kỳ. Năm 2010, dân số của xã này là 2.877 người.